# История правительства России
История правительства России -

## Совет Министров РСФСР
Совет Министров РСФСР был учреждён Законом СССР от 15 марта 1946 года и Указом Президиума ВС РСФСР от 23 марта того же года, вместо СНК РСФСР как высший исполнительный и распорядительный орган государственной власти, Правительство РСФСР.
С 1956 года в соответствии с решениями XX и XXI съездов КПСС создаётся законодательная база, позволяющая расширить права республик в руководстве промышленности и сельским хозяйством. СМ РСФСР теперь осуществляет руководство тысячами производственных предприятий, ранее находившихся в ведомстве органов исполнительной и законодательной власти СССР.
В связи с большим уровнем управленческих и координационных задач, структура, ранее существовавшая в форме СНК РСФСР стала более не практична.
Для оперативного и своевременного решения текущих вопросов аппарат Совета Министров РСФСР 30 сентября 1953 года  был реорганизован. В 1955 году произошло сокращено количество структурных элементов. 7 сентября 1955 года Бюро СМ РСФСР преобразовано в Президиум Совета Министров РСФСР. C 10 июля 1991 года согласно поправкам в Конституцию РСФСР и закону «О Президенте РСФСР» деятельностью Совета Министров руководил Президент РСФСР, который являлся главой исполнительной власти, но при этом сохранялась должность Председателя Совета Министров, которая не могла совмещатся с должностью Президента.

### Правительство РСФСР
6 ноября 1991 года в связи с проведением радикальной экономической реформы Президент РСФСР Б. Н. Ельцин издал Указ № 171 «О реорганизации Правительства РСФСР». В соответствии с этим указом, на период экономической реформы, Президент возложил на себя руководство Правительством (что не согласовывалось со статьей 31 Закона РСФСР «О Совете Министров РСФСР») и поручил Совету Министров РСФСР исполнять свои обязанности до формирования Правительства РСФСР. 10 ноября вышло первое распоряжение «правительства реформаторов». С этого момента употреблялось название Правительство РСФСР. При этом в конституции РСФСР сохранялся термин «Совет Министров», а также сохранялась должность председателя Совета Министров. 15 ноября Совет Министров РСФСР отправлен в отставку. До 14 декабря 1992 года Совет Министров не формировался и его председатель не назначался.

## Изменения, связанные с выходом РСФСР из СССР
25 декабря 1991 Верховный Совет РСФСР принял закон о переименовании РСФСР в Российскую Федерацию и Совет Министров РСФСР был переименован в Совет Министров Российской Федерации), согласно пункту закона об изменении названия государственных органов. 21 апреля 1992 года Съезд народных депутатов России утвердил переименование, внеся соответствующие поправки в конституцию РСФСР, вступившие в силу 16 мая 1992 года. В своих документах за начало 1992 года правительство и министерства некоторое время продолжали использовать наименование «РСФСР». Российское правительство в редакции конституции от 21 апреля 1992 года именовалось как «Совет Министров Российской Федерации» (в названии главы и основном определении), хотя в её тексте встречались формулировки «Совет Министров (Правительство) Российской Федерации» и «Правительство Российской Федерации».
В связи с распадом СССР 26 декабря 1991 года Совет Министров Российской Федерации (РСФСР) стал правительством независимого государства и более в своей деятельности не руководствовался Конституцией СССР, законами СССР и решениями правительства СССР, которым был обязан следовать ранее. 16 мая 1992 года из Конституции РСФСР согласно новой редакции были исключены пункты о подведомственности в некоторых вопросах российских органов союзным. Хотя некоторые госучреждения и организации СССР еще продолжали функционировать в течение 1992 года. До декабря 1993 года Конституция СССР и законы СССР действовали на территории России согласно статьям 4 и 102 Конституции Российской Федерации — России (РСФСР), несмотря на то что в Конституцию были внесены многочисленные поправки, исключающие упоминание об СССР. 
Так как Россия стала государством-продолжателем Советского Союза, к Правительству Российской Федерации перешли многие функции Кабинета Министров СССР. В 1992 году происходило объединение российских и союзных министерств и ведомств.
14 декабря 1992 года Президент России назначил Председателем Совета Министров — Правительства Российской Федерации — В. С. Черномырдина. Через несколько дней в соответствии с Законом Российской Федерации № 4174-l были определены новые полномочия Совета Министров Российской Федерации (РСФСР). 12 января 1993 года когда был опубликован новый закон, Закон РСФСР от 3 августа 1979 года «О Совете Министров РСФСР» полностью прекратил своё действие.

## Конституционная реорганизация Правительства России 1993 года
23 декабря 1993 года в связи с принятием новой Конституции России Президент России Б. Н. Ельцин издал указ «О преобразовании и реорганизации Совета Министров — Правительства Российской Федерации», согласно которому Совет Министров — Правительство Российской Федерации было преобразовано в Правительство Российской Федерации. При этом предписывалось сократить численный состав Правительства; сократить количество министерств, государственных комитетов и ведомств; сократить Аппарат Правительства; преобразовать часть государственных комитетов в министерства.
Согласно пункту 4 Раздела II «Заключительные и переходные положения» Конституции России 1993 года, вступившей в силу 25 декабря 1993 года:

Совет Министров — Правительство Российской Федерации со дня вступления в силу настоящей Конституции приобретает права, обязанности и ответственность Правительства Российской Федерации, установленные Конституцией Российской Федерации, и впредь именуется — Правительство Российской Федерации.

## Главы правительства России

### Председатели Совета Народных Комиссаров РСФСР
- Ленин, Владимир Ильич (27 октября (9 ноября) 1917 — 21 января 1924)
- Рыков, Алексей Иванович (2 февраля 1924 — 18 мая 1929)
- Сырцов, Сергей Иванович (18 мая 1929 — 3 ноября 1930)
- Сулимов, Даниил Егорович (3 ноября 1930 — 22 июля 1937)
- Булганин, Николай Александрович (22 июля 1937 — 17 сентября 1938)
- Вахрушев, Василий Васильевич (29 июля 1939 — 2 июня 1940)
- Хохлов, Иван Сергеевич (2 июня 1940 — 23 июня 1943)
- Косыгин, Алексей Николаевич (23 июня 1943 — 15 марта 1946)

### Председатели Совета Министров РСФСР — Российской Федерации
- Косыгин, Алексей Николаевич (15 — 23 марта 1946)
- Родионов, Михаил Иванович (23 марта 1946 — 9 марта 1949)
- Черноусов, Борис Николаевич (9 марта 1949 — 20 октября 1952)
- Пузанов, Александр Михайлович (20 октября 1952 — 24 января 1956)
- Яснов, Михаил Алексеевич (24 января 1956 — 19 декабря 1957)
- Козлов, Фрол Романович (19 декабря 1957 — 31 марта 1958)
- Полянский, Дмитрий Степанович (31 марта 1958 — 23 ноября 1962)
- Воронов, Геннадий Иванович (23 ноября 1962 — 23 июля 1971)
- Соломенцев, Михаил Сергеевич (28 июля 1971 — 24 июня 1983)
- Воротников, Виталий Иванович (24 июня 1983 — 3 октября 1988)
- Власов, Александр Владимирович (3 октября 1988 — 15 июня 1990)
- Силаев, Иван Степанович (18 июня 1990 — 26 сентября 1991)

- Лобов, Олег Иванович (26 сентября — 11 ноября 1991) (фактически и. о. Председателя Совета Министров РСФСР)[21]
- Черномырдин, Виктор Степанович (14 декабря 1992[22] — 25 декабря 1993)

### Председатели Правительства РСФСР — Российской Федерации
- Ельцин, Борис Николаевич  (6 ноября 1991 — 15 июня 1992) (возглавлял Правительство РСФСР как Президент РСФСР)
- Гайдар, Егор Тимурович (15 июня 1992 [23] — 15 декабря 1992) [24] (Исполняющий обязанности Председателя Правительства Российской Федерации)

### Председатели Правительства Российской Федерации
- Черномырдин, Виктор Степанович (25 декабря 1993 — 23 марта 1998); одновременно 5 ноября—6 ноября 1996 был и. о. Президента РФ в связи с операцией на сердце Ельцина; повторно

- Кириенко, Сергей Владиленович (24 апреля 1998 — 23 августа 1998); с 23 марта и. о.

- Черномырдин, Виктор Степанович (23 августа—11 сентября 1998 года) и. о. Председателя Правительства (не был утверждён Госдумой).
- Примаков, Евгений Максимович (11 сентября 1998 — 12 мая 1999).

- Степашин, Сергей Вадимович (19 мая 1999 — 9 августа 1999); с 12 мая и. о. Председателя Правительства.

- Путин, Владимир Владимирович (16 августа 1999 — 7 мая 2000); с 9 августа и. о. Председателя Правительства; с 31 декабря одновременно и. о. Президента РФ.

- Касьянов, Михаил Михайлович (27 мая 2000 — 24 февраля 2004); с 7 мая и. о. Председателя Правительства.

- Христенко, Виктор Борисович (24 февраля 2004 — 5 марта 2004), и. о. Председателя Правительства (не вносился на утверждение в Госдуму).
- Фрадков, Михаил Ефимович (5 марта—7 мая 2004, 7 мая—12 мая 2004 был и. о. (слагал полномочия перед вновь избранным Президентом РФ); повторно был Председателем Правительства с 12 мая 2004 по 12 сентября 2007); 12 сентября—14 сентября 2007 и. о. (после отставки, до момента назначения нового Председателя Правительства РФ).

- Зубков, Виктор Алексеевич (14 сентября 2007 — 7 мая 2008), затем до 8 мая и. о. (после отставки, до момента назначения нового Председателя Правительства РФ).

- Путин, Владимир Владимирович (8 мая 2008 — 7 мая 2012)

- Медведев, Дмитрий Анатольевич (8 мая 2012 — 15 января 2020)

- Мишустин, Михаил Владимирович (с 16 января 2020)